# Eärendil e Elwing
Eärendil (qya) , o Marinheiro, e sua esposa Elwing são personagens do legendarium da Terra Média criado por J. R. R. Tolkien. Eles aparecem em O Silmarillion como meio-elfos, descendentes de homens e elfos. Eärendil é um grande navegador que carregava na testa a Estrela da Manhã, uma joia chamada Silmaril, cruzando os céus. Elwing preservou essa Silmaril da destruição dos Portos de Sirion. A Estrela da Manhã e as Silmarils simbolizam a luz divina e a criatividade, que se fragmenta ao longo da história, conforme a temática cristã. O nome Eärendil foi inspirado no inglês antigo Earendel, encontrado no poema  Crist 1, onde é saudado como o "mais brilhante dos anjos", marcando o início da mitologia da Terra Média de Tolkien. Elwing é neta de  Lúthien e Beren, descendendo da Maia Melian, enquanto Eärendil é filho de  Tuor e Idril. Por meio de seus descendentes, Eärendil e Elwing tornaram-se ancestrais da linhagem real dos numenorianos e, posteriormente, dos Dúnedain.
Eärendil também é tema da  canção em O Senhor dos Anéis, supostamente composta e cantada por Bilbo em Valfenda, descrita por Tom Shippey [en] como exemplo de um "traço élfico [...] marcado por complexidades poéticas quase sem precedentes".

## Etimologia
Eärendil significa "Amante do Mar" em Quenya, língua élfica criada por Tolkien. O nome foi inspirado na linha do poema anglo-saxão Crist 1: "Eala Earendel, engla beorhtast" ("Salve, Earendel, o mais brilhante dos anjos"). Tolkien, impactado pela "grande beleza" do nome Ēarendel por volta de 1913, considerou-o "coerente com o estilo anglo-saxão, mas eufonicamente único [en] em sua sonoridade agradável". Elwing significa "Espuma Estelar" em  Sindarin. Originalmente, Tolkien escreveu "Eärendel", antes de alterar para "Eärendil".

## História fictícia

### Contexto
Na Primeira Era, a Terra Média foi habitada por Elfos, seres imortais, e posteriormente por homens. Os elfos dividiram-se durante suas migrações, com alguns se estabelecendo em Beleriand, no noroeste. Fëanor, filho de  Finwë, rei dos Noldor, criou três joias brilhantes, as Silmarils, que reluziam como estrelas. O Senhor do Escuro Morgoth cobiçava as Silmarils e as roubou para sua coroa, gerando inimizade com os povos livres, elfos e homens.

### Eärendil
Eärendil, meio-elfo, era filho do homem Tuor e da elfa Idril, filha de Turgon, rei da cidade élfica oculta de Gondolin. Criado em Gondolin, escapou aos sete anos da destruição da cidade [en] com seus pais. Durante a fuga, quase foi morto por Maeglin, primo traiçoeiro de sua mãe, que entregara Gondolin a Morgoth; Eärendil foi salvo quando seu pai matou Maeglin. Após o incidente, Eärendil e seus pais viveram em Arvernien, na foz do Sirion. Eärendil tornou-se líder do povo local e casou-se com Elwing, meio-elfa, filha de Dior e da elfa Sindar Nimloth. Elwing era neta de Beren e Lúthien, outra união entre homem e elfa. Eärendil e Elwing tiveram dois filhos, Elrond e Elros.
Com a ajuda de Círdan, o Construtor de Navios, Eärendil construiu o navio Vingilótë (Quenya para "flor de espuma"). Ele navegava frequentemente pelos mares a oeste da Terra Média, deixando Elwing em Arvernien. Elwing possuía a Silmaril que Beren recuperara de Morgoth. Quando os filhos de Fëanor, que reivindicavam as Silmarils, souberam disso, atacaram Arvernien, matando a maioria dos habitantes. Elwing, para não ser capturada, lançou-se ao mar com a Silmaril. Segundo O Silmarillion:
| “ | Ulmo ergueu Elwing das ondas, dando-lhe a forma de uma grande ave branca. Em seu peito, a Silmaril brilhava como uma estrela enquanto ela voava sobre as águas em busca de Eärendil, seu amado. Numa noite, Eärendil, ao leme de seu navio, viu-a aproximar-se como uma nuvem branca, veloz sob a lua, uma estrela movendo-se em trajetos estranhos sobre o mar, uma chama pálida em asas de tempestade. Conta-se que ela caiu do céu sobre as madeiras de Vingilótë, desfalecida, quase morta pela urgência de sua velocidade. Eärendil a acolheu em seu peito; pela manhã, com olhos maravilhados, viu sua esposa em sua forma original ao seu lado, com os cabelos sobre seu rosto, enquanto ela dormia. | ” |

Após saber da tragédia em Arvernien, Eärendil partiu em busca de Valinor, lar dos imortais Valar, a bordo de Vingilótë. Ele e Elwing chegaram a Valinor, tornando Eärendil o primeiro mortal a pisar naquele solo sagrado. Ele suplicou aos Valar por ajuda aos homens e elfos da Terra Média contra Morgoth, e seu pedido foi aceito.
Por sua missão em nome de homens e elfos, Manwë, rei dos Valar, poupou Eärendil e Elwing da pena de morte por entrar em Valinor. Como descendentes de uniões entre elfos e homens, eles e seus filhos receberam a escolha de pertencer a uma das raças. Elwing optou pela imortalidade élfica. Eärendil, embora preferisse a mortalidade dos homens, escolheu ser elfo por amor à esposa. Seu navio, Vingilótë, foi colocado nos céus, e ele o navegou "até os vazios sem estrelas", retornando ao amanhecer ou ao pôr do sol como a Estrela da Manhã.
Elrond, filho de Eärendil, também escolheu a imortalidade élfica, tornando-se um meio-elfo importante na Terceira Era, durante a Guerra do Anel, narrada em O Senhor dos Anéis. Elros optou pela mortalidade, fundando a linhagem dos reis de Númenor; seu descendente na Guerra do Anel foi Aragorn, que se casou com Arwen, filha de Elrond.
Na Guerra da Ira, os Valar marcharam contra Morgoth no norte da Terra Média. Morgoth liberou dragões alados, que repeliram os Valar. Eärendil, em Vingilótë, com Thorondor e suas águias, enfrentou os dragões, matando  Ancalagon, o Negro, o maior deles. Ancalagon caiu sobre Thangorodrim, destruindo suas torres. Os Valar venceram, destruindo os dragões e os abismos de Angband, capturando Morgoth e recuperando as duas Silmarils restantes de sua coroa.

### Árvore genealógica
| Finwë  | Finwë  | Finwë     | Finwë     | Finwë                        | Finwë                        |                              |                              | Indis                        | Indis                        | Indis                                    | Indis    | Indis    | Indis    |          |          |                   |                   | Casa de Hador     | Casa de Hador     | Casa de Hador     | Casa de Hador     | Casa de Hador | Casa de Hador |                    |                    |                    |                    | Casa de Bëor       | Casa de Bëor       | Casa de Bëor | Casa de Bëor | Casa de Bëor | Casa de Bëor |           |           |                   |                   | Thingol           | Thingol           | Thingol           | Thingol           | Thingol | Thingol |         |         | Melian  | Melian  | Melian  | Melian  | Melian | Melian |
| Finwë  | Finwë  | Finwë     | Finwë     | Finwë                        | Finwë                        |                              |                              | Indis                        | Indis                        | Indis                                    | Indis    | Indis    | Indis    |          |          |                   |                   | Casa de Hador     | Casa de Hador     | Casa de Hador     | Casa de Hador     | Casa de Hador | Casa de Hador |                    |                    |                    |                    | Casa de Bëor       | Casa de Bëor       | Casa de Bëor | Casa de Bëor | Casa de Bëor | Casa de Bëor |           |           |                   |                   | Thingol           | Thingol           | Thingol           | Thingol           | Thingol | Thingol |         |         | Melian  | Melian  | Melian  | Melian  | Melian | Melian |
|        |        |           |           |                              |                              |                              |                              |                              |                              |                                          |          |          |          |          |          |                   |                   |                   |                   |                   |                   |               |               |                    |                    |                    |                    |                    |                    |              |              |              |              |           |           |                   |                   |                   |                   |                   |                   |         |         |         |         |         |         |         |         |        |        |
|        |        | Fingolfin | Fingolfin | Fingolfin                    | Fingolfin                    | Fingolfin                    | Fingolfin                    |                              |                              | Anairë                                   | Anairë   | Anairë   | Anairë   | Anairë   | Anairë   |                   |                   | Galdor            | Galdor            | Galdor            | Galdor            | Galdor        | Galdor        |                    |                    |                    |                    | Barahir            | Barahir            | Barahir      | Barahir      | Barahir      | Barahir      |           |           |                   |                   |                   |                   |                   |                   |         |         |         |         |         |         |         |         |        |        |
|        |        | Fingolfin | Fingolfin | Fingolfin                    | Fingolfin                    | Fingolfin                    | Fingolfin                    |                              |                              | Anairë                                   | Anairë   | Anairë   | Anairë   | Anairë   | Anairë   |                   |                   | Galdor            | Galdor            | Galdor            | Galdor            | Galdor        | Galdor        |                    |                    |                    |                    | Barahir            | Barahir            | Barahir      | Barahir      | Barahir      | Barahir      |           |           |                   |                   |                   |                   |                   |                   |         |         |         |         |         |         |         |         |        |        |
|        |        |           |           |                              |                              |                              |                              |                              |                              |                                          |          |          |          |          |          |                   |                   |                   |                   |                   |                   |               |               |                    |                    |                    |                    |                    |                    |              |              |              |              |           |           |                   |                   |                   |                   |                   |                   |         |         |         |         |         |         |         |         |        |        |
| Elenwë | Elenwë | Elenwë    | Elenwë    | Elenwë                       | Elenwë                       |                              |                              | Turgon                       | Turgon                       | Turgon                                   | Turgon   | Turgon   | Turgon   |          |          |                   |                   | Huor              | Huor              | Huor              | Huor              | Huor          | Huor          |                    |                    |                    |                    | Beren              | Beren              | Beren        | Beren        | Beren        | Beren        |           |           |                   |                   |                   |                   |                   |                   |         |         | Lúthien | Lúthien | Lúthien | Lúthien | Lúthien | Lúthien |        |        |
| Elenwë | Elenwë | Elenwë    | Elenwë    | Elenwë                       | Elenwë                       |                              |                              | Turgon                       | Turgon                       | Turgon                                   | Turgon   | Turgon   | Turgon   |          |          |                   |                   | Huor              | Huor              | Huor              | Huor              | Huor          | Huor          |                    |                    |                    |                    | Beren              | Beren              | Beren        | Beren        | Beren        | Beren        |           |           |                   |                   |                   |                   |                   |                   |         |         | Lúthien | Lúthien | Lúthien | Lúthien | Lúthien | Lúthien |        |        |
|        |        |           |           |                              |                              |                              |                              |                              |                              |                                          |          |          |          |          |          |                   |                   |                   |                   |                   |                   |               |               |                    |                    |                    |                    |                    |                    |              |              |              |              |           |           |                   |                   |                   |                   |                   |                   |         |         |         |         |         |         |         |         |        |        |
|        |        |           |           | Idril                        | Idril                        | Idril                        | Idril                        | Idril                        | Idril                        |                                          |          |          |          |          |          | Tuor              | Tuor              | Tuor              | Tuor              | Tuor              | Tuor              |               |               |                    |                    | Nimloth            | Nimloth            | Nimloth            | Nimloth            | Nimloth      | Nimloth      |              |              |           |           |                   |                   | Dior              | Dior              | Dior              | Dior              | Dior    | Dior    |         |         |         |         |         |         |        |        |
|        |        |           |           | Idril                        | Idril                        | Idril                        | Idril                        | Idril                        | Idril                        |                                          |          |          |          |          |          | Tuor              | Tuor              | Tuor              | Tuor              | Tuor              | Tuor              |               |               |                    |                    | Nimloth            | Nimloth            | Nimloth            | Nimloth            | Nimloth      | Nimloth      |              |              |           |           |                   |                   | Dior              | Dior              | Dior              | Dior              | Dior    | Dior    |         |         |         |         |         |         |        |        |
|        |        |           |           |                              |                              |                              |                              |                              |                              |                                          |          |          |          |          |          |                   |                   |                   |                   |                   |                   |               |               |                    |                    |                    |                    |                    |                    |              |              |              |              |           |           |                   |                   |                   |                   |                   |                   |         |         |         |         |         |         |         |         |        |        |
|        |        |           |           |                              |                              |                              |                              |                              |                              |                                          |          |          |          |          |          |                   |                   |                   |                   |                   |                   |               |               |                    |                    |                    |                    |                    |                    |              |              |              |              |           |           |                   |                   |                   |                   |                   |                   |         |         |         |         |         |         |         |         |        |        |
|        |        |           |           |                              |                              |                              |                              |                              |                              | Eärendil                                 | Eärendil | Eärendil | Eärendil | Eärendil | Eärendil |                   |                   |                   |                   |                   |                   | Elwing        | Elwing        | Elwing             | Elwing             | Elwing             | Elwing             |                    |                    |              |              |              |              |           |           | Eluréd e Elurín   | Eluréd e Elurín   | Eluréd e Elurín   | Eluréd e Elurín   | Eluréd e Elurín   | Eluréd e Elurín   |         |         |         |         |         |         |         |         |        |        |
|        |        |           |           |                              |                              |                              |                              |                              |                              | Eärendil                                 | Eärendil | Eärendil | Eärendil | Eärendil | Eärendil |                   |                   |                   |                   |                   |                   | Elwing        | Elwing        | Elwing             | Elwing             | Elwing             | Elwing             |                    |                    |              |              |              |              |           |           | Eluréd e Elurín   | Eluréd e Elurín   | Eluréd e Elurín   | Eluréd e Elurín   | Eluréd e Elurín   | Eluréd e Elurín   |         |         |         |         |         |         |         |         |        |        |
|        |        |           |           |                              |                              |                              |                              |                              |                              |                                          |          |          |          |          |          |                   |                   |                   |                   |                   |                   |               |               |                    |                    |                    |                    |                    |                    |              |              |              |              |           |           |                   |                   |                   |                   |                   |                   |         |         |         |         |         |         |         |         |        |        |
|        |        |           |           |                              |                              |                              |                              |                              |                              |                                          |          |          |          |          |          |                   |                   |                   |                   |                   |                   |               |               |                    |                    |                    |                    | Galadriel          | Galadriel          | Galadriel    | Galadriel    | Galadriel    | Galadriel    |           |           | Celeborn          | Celeborn          | Celeborn          | Celeborn          | Celeborn          | Celeborn          |         |         |         |         |         |         |         |         |        |        |
|        |        |           |           |                              |                              |                              |                              |                              |                              |                                          |          |          |          |          |          |                   |                   |                   |                   |                   |                   |               |               |                    |                    |                    |                    | Galadriel          | Galadriel          | Galadriel    | Galadriel    | Galadriel    | Galadriel    |           |           | Celeborn          | Celeborn          | Celeborn          | Celeborn          | Celeborn          | Celeborn          |         |         |         |         |         |         |         |         |        |        |
|        |        |           |           |                              |                              |                              |                              |                              |                              |                                          |          |          |          |          |          |                   |                   |                   |                   |                   |                   |               |               |                    |                    |                    |                    |                    |                    |              |              |              |              |           |           |                   |                   |                   |                   |                   |                   |         |         |         |         |         |         |         |         |        |        |
|        |        |           |           |                              |                              |                              |                              |                              |                              |                                          |          |          |          |          |          |                   |                   |                   |                   |                   |                   |               |               |                    |                    |                    |                    |                    |                    |              |              |              |              |           |           |                   |                   |                   |                   |                   |                   |         |         |         |         |         |         |         |         |        |        |
|        |        |           |           |                              |                              |                              |                              |                              |                              | Elros                                    | Elros    | Elros    | Elros    | Elros    | Elros    |                   |                   |                   |                   |                   |                   | Elrond        | Elrond        | Elrond             | Elrond             | Elrond             | Elrond             |                    |                    |              |              |              |              | Celebrían | Celebrían | Celebrían         | Celebrían         | Celebrían         | Celebrían         |                   |                   |         |         |         |         |         |         |         |         |        |        |
|        |        |           |           |                              |                              |                              |                              |                              |                              | Elros                                    | Elros    | Elros    | Elros    | Elros    | Elros    |                   |                   |                   |                   |                   |                   | Elrond        | Elrond        | Elrond             | Elrond             | Elrond             | Elrond             |                    |                    |              |              |              |              | Celebrían | Celebrían | Celebrían         | Celebrían         | Celebrían         | Celebrían         |                   |                   |         |         |         |         |         |         |         |         |        |        |
|        |        |           |           |                              |                              |                              |                              |                              |                              |                                          |          |          |          |          |          |                   |                   |                   |                   |                   |                   |               |               |                    |                    |                    |                    |                    |                    |              |              |              |              |           |           |                   |                   |                   |                   |                   |                   |         |         |         |         |         |         |         |         |        |        |
|        |        |           |           |                              |                              |                              |                              |                              |                              | 22 Reis de Númenor e Senhores de Andúnië |          |          |          |          |          |                   |                   |                   |                   |                   |                   |               |               |                    |                    |                    |                    |                    |                    |              |              |              |              |           |           |                   |                   |                   |                   |                   |                   |         |         |         |         |         |         |         |         |        |        |
|        |        |           |           |                              |                              |                              |                              |                              |                              |                                          |          |          |          |          |          |                   |                   |                   |                   |                   |                   |               |               |                    |                    |                    |                    |                    |                    |              |              |              |              |           |           |                   |                   |                   |                   |                   |                   |         |         |         |         |         |         |         |         |        |        |
|        |        |           |           |                              |                              |                              |                              |                              |                              | Elendil                                  |          |          |          |          |          |                   |                   |                   |                   |                   |                   |               |               |                    |                    |                    |                    |                    |                    |              |              |              |              |           |           |                   |                   |                   |                   |                   |                   |         |         |         |         |         |         |         |         |        |        |
|        |        |           |           |                              |                              |                              |                              |                              |                              |                                          |          |          |          |          |          |                   |                   |                   |                   |                   |                   |               |               |                    |                    |                    |                    |                    |                    |              |              |              |              |           |           |                   |                   |                   |                   |                   |                   |         |         |         |         |         |         |         |         |        |        |
|        |        |           |           |                              |                              |                              |                              |                              |                              |                                          |          |          |          |          |          |                   |                   |                   |                   |                   |                   |               |               |                    |                    |                    |                    |                    |                    |              |              |              |              |           |           |                   |                   |                   |                   |                   |                   |         |         |         |         |         |         |         |         |        |        |
|        |        |           |           | Isildur                      | Isildur                      | Isildur                      | Isildur                      | Isildur                      | Isildur                      |                                          |          |          |          |          |          | Anárion           | Anárion           | Anárion           | Anárion           | Anárion           | Anárion           |               |               |                    |                    |                    |                    |                    |                    |              |              |              |              |           |           |                   |                   |                   |                   |                   |                   |         |         |         |         |         |         |         |         |        |        |
|        |        |           |           | Isildur                      | Isildur                      | Isildur                      | Isildur                      | Isildur                      | Isildur                      |                                          |          |          |          |          |          | Anárion           | Anárion           | Anárion           | Anárion           | Anárion           | Anárion           |               |               |                    |                    |                    |                    |                    |                    |              |              |              |              |           |           |                   |                   |                   |                   |                   |                   |         |         |         |         |         |         |         |         |        |        |
|        |        |           |           | 22 Reis de Arnor e Arthedain | 22 Reis de Arnor e Arthedain | 22 Reis de Arnor e Arthedain | 22 Reis de Arnor e Arthedain | 22 Reis de Arnor e Arthedain | 22 Reis de Arnor e Arthedain |                                          |          |          |          |          |          | 27 Reis de Gondor | 27 Reis de Gondor | 27 Reis de Gondor | 27 Reis de Gondor | 27 Reis de Gondor | 27 Reis de Gondor |               |               |                    |                    |                    |                    |                    |                    |              |              |              |              |           |           |                   |                   |                   |                   |                   |                   |         |         |         |         |         |         |         |         |        |        |
|        |        |           |           | 22 Reis de Arnor e Arthedain | 22 Reis de Arnor e Arthedain | 22 Reis de Arnor e Arthedain | 22 Reis de Arnor e Arthedain | 22 Reis de Arnor e Arthedain | 22 Reis de Arnor e Arthedain |                                          |          |          |          |          |          | 27 Reis de Gondor | 27 Reis de Gondor | 27 Reis de Gondor | 27 Reis de Gondor | 27 Reis de Gondor | 27 Reis de Gondor |               |               |                    |                    |                    |                    |                    |                    |              |              |              |              |           |           |                   |                   |                   |                   |                   |                   |         |         |         |         |         |         |         |         |        |        |
|        |        |           |           | Arvedui                      | Arvedui                      | Arvedui                      | Arvedui                      | Arvedui                      | Arvedui                      |                                          |          |          |          |          |          | Fíriel            | Fíriel            | Fíriel            | Fíriel            | Fíriel            | Fíriel            |               |               |                    |                    |                    |                    |                    |                    |              |              |              |              |           |           |                   |                   |                   |                   |                   |                   |         |         |         |         |         |         |         |         |        |        |
|        |        |           |           | Arvedui                      | Arvedui                      | Arvedui                      | Arvedui                      | Arvedui                      | Arvedui                      |                                          |          |          |          |          |          | Fíriel            | Fíriel            | Fíriel            | Fíriel            | Fíriel            | Fíriel            |               |               |                    |                    |                    |                    |                    |                    |              |              |              |              |           |           |                   |                   |                   |                   |                   |                   |         |         |         |         |         |         |         |         |        |        |
|        |        |           |           |                              |                              |                              |                              |                              |                              |                                          |          |          |          |          |          |                   |                   |                   |                   |                   |                   |               |               |                    |                    |                    |                    |                    |                    |              |              |              |              |           |           |                   |                   |                   |                   |                   |                   |         |         |         |         |         |         |         |         |        |        |
|        |        |           |           |                              |                              |                              |                              |                              |                              | 15 Chefes Dúnedain                       |          |          |          |          |          |                   |                   |                   |                   |                   |                   |               |               |                    |                    |                    |                    |                    |                    |              |              |              |              |           |           |                   |                   |                   |                   |                   |                   |         |         |         |         |         |         |         |         |        |        |
|        |        |           |           |                              |                              |                              |                              |                              |                              |                                          |          |          |          |          |          |                   |                   |                   |                   |                   |                   |               |               |                    |                    |                    |                    |                    |                    |              |              |              |              |           |           |                   |                   |                   |                   |                   |                   |         |         |         |         |         |         |         |         |        |        |
|        |        |           |           |                              |                              |                              |                              |                              |                              |                                          |          |          |          |          |          |                   |                   |                   |                   |                   |                   |               |               |                    |                    |                    |                    |                    |                    |              |              |              |              |           |           |                   |                   |                   |                   |                   |                   |         |         |         |         |         |         |         |         |        |        |
|        |        |           |           |                              |                              |                              |                              |                              |                              |                                          |          |          |          |          |          |                   |                   |                   |                   |                   |                   |               |               |                    |                    |                    |                    |                    |                    |              |              |              |              |           |           |                   |                   |                   |                   |                   |                   |         |         |         |         |         |         |         |         |        |        |
|        |        |           |           |                              |                              |                              |                              |                              |                              | Aragorn                                  | Aragorn  | Aragorn  | Aragorn  | Aragorn  | Aragorn  |                   |                   |                   |                   |                   |                   |               |               |                    |                    | Arwen              | Arwen              | Arwen              | Arwen              | Arwen        | Arwen        |              |              |           |           | Elladan e Elrohir | Elladan e Elrohir | Elladan e Elrohir | Elladan e Elrohir | Elladan e Elrohir | Elladan e Elrohir |         |         |         |         |         |         |         |         |        |        |
|        |        |           |           |                              |                              |                              |                              |                              |                              | Aragorn                                  | Aragorn  | Aragorn  | Aragorn  | Aragorn  | Aragorn  |                   |                   |                   |                   |                   |                   |               |               |                    |                    | Arwen              | Arwen              | Arwen              | Arwen              | Arwen        | Arwen        |              |              |           |           | Elladan e Elrohir | Elladan e Elrohir | Elladan e Elrohir | Elladan e Elrohir | Elladan e Elrohir | Elladan e Elrohir |         |         |         |         |         |         |         |         |        |        |
|        |        |           |           |                              |                              |                              |                              |                              |                              |                                          |          |          |          |          |          |                   |                   |                   |                   |                   |                   |               |               |                    |                    |                    |                    |                    |                    |              |              |              |              |           |           |                   |                   |                   |                   |                   |                   |         |         |         |         |         |         |         |         |        |        |
|        |        |           |           |                              |                              |                              |                              |                              |                              |                                          |          |          |          |          |          |                   |                   |                   |                   |                   |                   |               |               |                    |                    |                    |                    |                    |                    |              |              |              |              |           |           |                   |                   |                   |                   |                   |                   |         |         |         |         |         |         |         |         |        |        |
|        |        |           |           |                              |                              |                              |                              |                              |                              |                                          |          | Eldarion | Eldarion | Eldarion | Eldarion | Eldarion          | Eldarion          |                   |                   |                   |                   |               |               | No mínimo 3 filhas | No mínimo 3 filhas | No mínimo 3 filhas | No mínimo 3 filhas | No mínimo 3 filhas | No mínimo 3 filhas |              |              |              |              |           |           |                   |                   |                   |                   |                   |                   |         |         |         |         |         |         |         |         |        |        |

## Concepção e criação

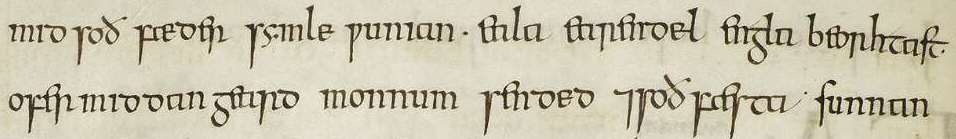
Ēala ēarendel engla beorhtast / ofer middangeard monnum sended ("Salve, Eärendel, o mais brilhante dos anjos, sobre a Terra Média enviado aos homens", segunda metade da primeira linha, primeira metade da segunda linha) - trecho do poema Crist I no en, fólio 9v, topo, que inspirou Tolkien

O biógrafo de Tolkien, Humphrey Carpenter, observou que Eärendil "foi, de fato, o início da mitologia própria de Tolkien". Em 1914, Tolkien escreveu o poema A Viagem de Eärendel, a Estrela Vespertina, inspirado pelo poema Crist I. Enquanto estudava em Oxford, Tolkien desenvolveu uma língua construída que mais tarde se tornaria o Quenya. Por volta de 1915, ele já tinha a ideia de que essa língua precisava de uma história interna e era falada por elfos que seu personagem fictício Eärendil encontrava em suas jornadas. O próximo passo na criação da mitologia foi o Lai de Eärendel, uma coleção de poemas que descreve o marinheiro Eärendel, suas viagens e como seu navio é transformado em uma estrela. A terra misteriosa de Valinor e suas Duas Árvores, que brilhavam em ouro e prata, foram descritas pela primeira vez nesse ciclo. O poema foi publicado em O Livro dos Contos Perdidos 2.

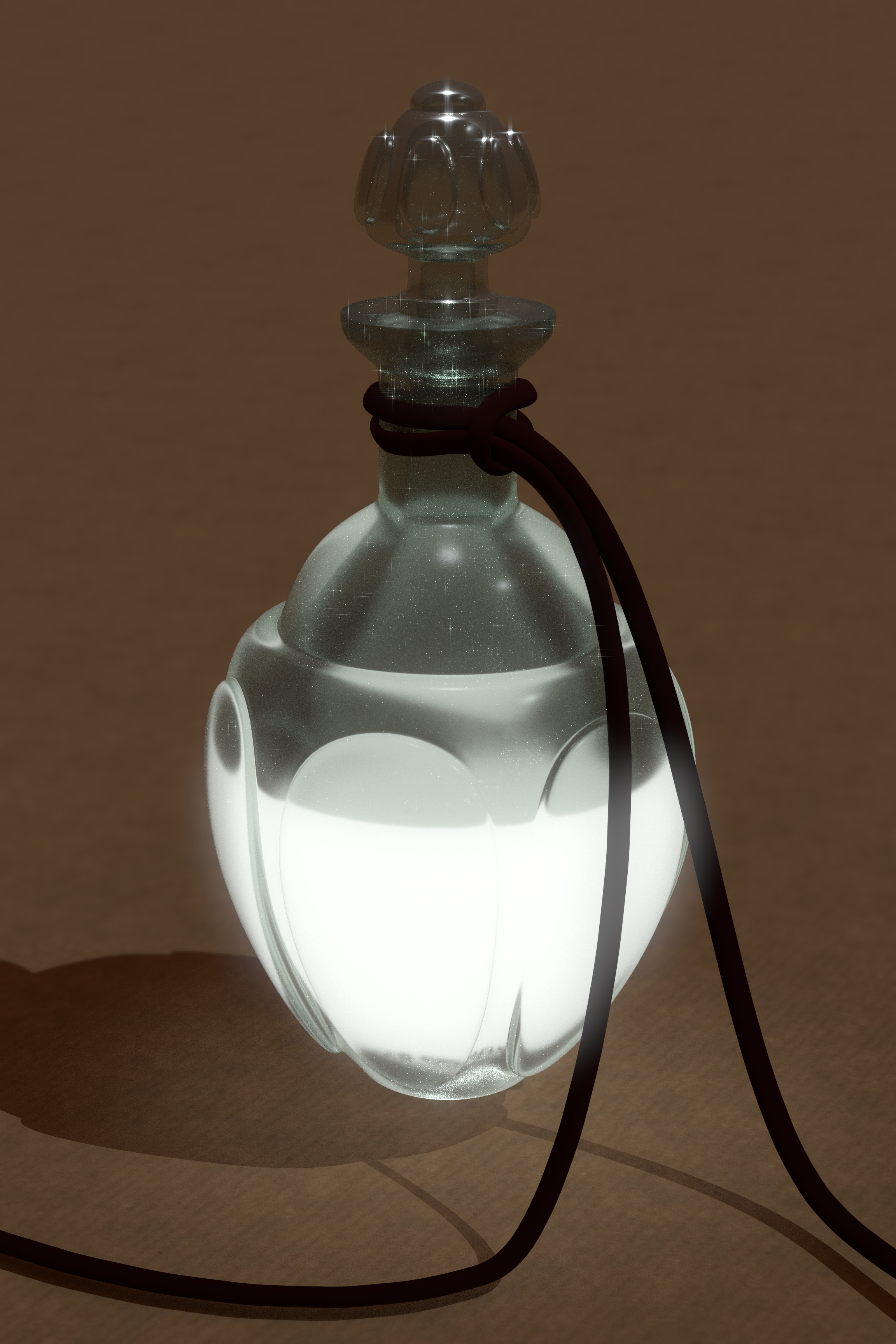
O Frasco de Galadriel carregado por Frodo continha uma fração da luz da estrela de Eärendil, ajudando os hobbits a derrotar Shelob.

Tolkien conhecia os cognatos germânicos do nome (Nórdico antigo Aurvandill, lombardo Auriwandalo); a questão de por que a forma em inglês antigo, e não a lombarda ou Proto-germânico, foi escolhida para a mitologia é mencionada em Os Papéis do Notion Club [en]. As evidências do nórdico antigo e do inglês antigo apontam para um mito astronômico, com o nome referindo-se a uma estrela ou grupo de estrelas; o inglês antigo, em particular, indica a estrela da manhã como arauto do nascer do sol, cristianizado para se referir a João Batista. Em uma carta de 1967, Tolkien afirmou que os usos em inglês antigo de ēarendel "parecem indicar claramente que era uma estrela que prenunciava a aurora... o que hoje chamamos de Vênus: a estrela da manhã, brilhando intensamente ao amanhecer, antes do nascer do sol. Foi assim que eu a interpretei [ao criar Eärendil como marinheiro e 'estrela arauta']".
Tolkien foi particularmente inspirado pelas linhas de Crist:
| “ | éala éarendel engla beorhtast / ofer middangeard monnum sended Salve Eärendel, o mais brilhante dos anjos, sobre a Terra-média enviado aos homens | ” |

A primeira linha de Crist é refletida na exclamação de Frodo Bolseiro em As Duas Torres, Aiya Eärendil Elenion Ancalima!, que em Quenya, língua fictícia de Tolkien, significa "Salve Eärendil, o mais brilhante das estrelas!". A exclamação de Frodo refere-se ao "Vidro Estelar" que ele carregava, o Frasco de Galadriel, que continha uma pequena fração da luz da estrela de Eärendil, a Silmaril.
Essas linhas de Crist inspiraram não apenas o papel de Eärendil na obra de Tolkien a partir de 1914, mas também o termo Terra Média (traduzindo o inglês antigo Middangeard) para as terras habitáveis (cf. Midgard). Assim, os medievalistas Stuart D. Lee [en] e Elizabeth Solopova [en] afirmam que Crist A foi "o catalisador da mitologia de Tolkien".

## Análise

### Luz fragmentada
A estudiosa de Tolkien Verlyn Flieger [en] escreve em seu livro de 1983, Luz Fragmentada: Logos e Linguagem no Mundo de Tolkien, que um tema central da obra de Tolkien é a fragmentação progressiva da luz desde o momento da criação; a luz simboliza tanto a criação divina quanto a subcriação do autor.
A luz começa em O Silmarillion como uma unidade e, com a fragmentação da criação, divide-se em fragmentos cada vez menores à medida que a narrativa avança. A Terra Média é habitada pelos angélicos Valar e iluminada por duas grandes lâmpadas; quando estas são destruídas pelo Vala caído Melkor, o mundo se fragmenta, e os Valar se retiram para Valinor, iluminada pelas Duas Árvores. Quando estas também são destruídas, seu último fragmento de luz é transformado nas Silmarils, e uma muda é salva, levando à Árvore Branca de Númenor, símbolo vivo do Reino de Gondor. Guerras são travadas pelas Silmarils, que se perdem para a Terra, o Mar e o Céu.
A última das Silmarils, carregada por Eärendil, o Marinheiro, torna-se a Estrela da Manhã enquanto ele navega pelos céus com a joia brilhante em seu navio Vingilótë. Na Terceira Era, em O Senhor dos Anéis, isso é tudo o que resta da luz. Parte da luz da estrela é capturada no Espelho de Galadriel, a fonte mágica que lhe permite ver passado, presente e futuro; e uma fração dessa luz é, por fim, aprisionada no Frasco de Galadriel, presente de despedida a Frodo, contraponto ao maligno e poderoso Anel de Sauron que Frodo também carrega. Em cada estágio, a fragmentação aumenta e o poder diminui. Assim, o tema da luz como poder divino, fragmentado e refratado pelas obras dos seres criados, é central para toda a mitologia.
| Era               | Fragmentação da Luz Criada |
| ----------------- | --- |
| Anos das Lâmpadas | Duas enormes lâmpadas, Illuin e Ormal, em cima de altos pilares, iluminam a Terra Média, mas Melkor as destrói.                                                                 |
| Anos das Árvores  | As lâmpadas são substituídas pelas Duas Árvores de Valinor, Telperion e Laurelin, que iluminam o reino abençoado de Valinor para os Elfos, deixando a Terra Média na escuridão. |
| Anos das Árvores  | Fëanor fabrica 3 Silmarils com a luz das duas Árvores. |
| Anos das Árvores  | Melkor e a aranha gigante Ungoliant matam as Duas Árvores; sua luz sobrevive apenas nas Silmarils.                                                                              |
| Primeira Era      | Há uma guerra pelas Silmarils. |
| Primeira Era      | Um está enterrado na Terra, um está perdido no Mar, um navega no Céu como a Estrela de Eärendil, carregado em seu navio Vingilot.                                               |
| Terceira Era      | Galadriel coleta a luz da Estrela de Eärendil refletida em seu espelho de fonte.                                                                                                |
| Terceira Era      | Um pouco dessa luz é capturada no frasco de Galadriel. |
| Terceira Era      | Os Hobbits Frodo Bolseiro e Sam Gamgee usam o Frasco para derrotar a aranha gigante Laracna.                                                                                    |

### Wade
O estudioso de Tolkien, Tibor Tarcsay, escreve que Eärendil não se baseia apenas no inglês antigo, mas também em mitos indo-europeus e universais. Wade [en] possui poder sobre o mar e força sobre-humana, enquanto várias figuras míticas indo-europeias compartilham a associação de Eärendil com água, barco ou cavalo, e arauto ou estrela, como Surya, o deus solar dos Vedas, ou Apolo, com sua carruagem puxada por cavalos que conduz o sol pelos céus. Vingilótë é mencionado em O Conto do Mercador [en], de Geoffrey Chaucer, como o nome do navio de Wade; Wade, por sua vez, aparece no poema em inglês antigo Widsith [en], enquanto o cavalo de Sir Gawain tem um nome semelhante a Vingilótë, Gryngolet. Christopher Tolkien também notou a correspondência entre os nomes dos barcos, Guingelot [en] para Wade e Vingilótë para Eärendel, afirmando que a ligação entre Wade e Tuor "não é casual", o que Flieger interpreta como intencional. Flieger observa ainda que, em Parma Eldalamberon 15, Tolkien escreveu explicitamente "Wade = Eärendel".

### Ecos de outras lendas
A lenda de Eärendil, criada por Tolkien, apresenta elementos que lembram o Mabinogion ou a lenda cristã de Brandão, o Navegador.

### A mulher sofredora
A espera de Elwing em casa pelo retorno de seu marido de suas viagens infrutíferas pelo oceano ecoa o motivo literário da "mulher sofredora". A escolha de destino oferecida pelos Valar a Eärendil e Elwing, resultando na transformação de ambos em elfos imortais, foi interpretada como uma solução de Tolkien para "resolver vários pontos soltos da trama de uma só vez": sendo meio-elfos, nenhum dos dois teria permissão para pisar na terra dos Valar, e seu destino final não estava determinado, já que, no legendário de Tolkien, os homens são mortais, enquanto os elfos vivem até o fim do mundo. A metamorfose do casal continua com a transformação do navio de Eärendil em uma embarcação voadora, permitindo que ele continue suas jornadas nos céus, em vez de no mar. Ainda assim, Elwing permanece em casa, mas recebe uma torre branca para habitar.

## Canção de Eärendil
O poema mais longo em O Senhor dos Anéis é a  Canção de Eärendil, que Bilbo canta e, supostamente, compôs em Valfenda. Esse poema tem uma história extraordinariamente complexa, derivando, por meio de várias versões, de seu poema leve Errância [en]. A Canção de Eärendil é descrita por Tom Shippey como exemplo de um "traço élfico [...] marcado por complexidades poéticas quase sem precedentes", uma abordagem derivada do poema em inglês médio Pearl. A canção foi gravada pelo The Tolkien Ensemble [en] em seu CD de 2005, Leaving Rivendell [en].

### J. R. R. Tolkien
1. 1 2 3 4  (Carpenter 2023, #297, rascunho, para Mr. Rang, agosto de 1967)
2. ↑  (Tolkien 1977, entrada do índice anotado para "Elwing")
3. ↑  (Tolkien 1977, "Quenta Silmarillion", capítulos 1–5)
4. 1 2 3 4 5 6 7 8 9  (Tolkien 1977, cap. 24 "Da Viagem de Eärendil e a Guerra da Ira")
5. ↑  (Tolkien 1955, Apêndice A: Anais dos Reis e Governantes: I Os Reis Numenorianos: (v) O Conto de Aragorn e Arwen)
6. ↑  (Tolkien 1977, "Dos Anéis de Poder e da Terceira Era": Árvores genealógicas I e II: “A casa de Finwë e a descendência noldorin de Elrond e Elros” e “Os descendentes de Olwë e Elwë”)
7. ↑  (Tolkien 1955, Apêndice A: Anais dos Reis e Governantes, I Os Reis Númenóreanos)
8. ↑  (Tolkien 1984b, pp. 267–269)
9. ↑  (Tolkien 1984b, p. 266)
10. ↑  Tolkien, J. R. R. (2004). «Sí Qente Feanor & Other Elvish Writings» [Sí Qente Feanor e Outros Escritos Élficos]. Parma Eldalamberon (15): 97
11. ↑  (Tolkien 1989, pp. 84–105)

- Tolkien, J. R. R. (1955). The Lord of the Rings: The Return of the King [O Senhor dos Anéis: O Retorno do Rei]. Boston: Houghton Mifflin. OCLC 519647821
- Tolkien, J. R. R. (1977).  Tolkien, Christopher, ed. The Silmarillion. Boston: Houghton Mifflin. ISBN 978-0-395-25730-2
- Tolkien, J. R. R. (1984b).  Tolkien, Christopher, ed. The Book of Lost Tales [O livro de contos perdidos]. 2. Boston: Houghton Mifflin. ISBN 0-395-36614-3
- Tolkien, J. R. R. (1989).  Tolkien, Christopher, ed. The Treason of Isengard [A traição de Isengard]. Boston: Houghton Mifflin. ISBN 978-0-395-51562-4